# Daisuke Saitō (Fußballspieler, 1980)
Daisuke Saitō (japanisch 斉藤 大介 Saitō Daisuke; * 29. August 1980 in der Präfektur Osaka) ist ein ehemaliger japanischer Fußballspieler.

## Karriere
Saitō erlernte das Fußballspielen in der Schulmannschaft der Konko Daiichi High School. Seinen ersten Vertrag unterschrieb er 1999 bei den Kyoto Purple Sanga (heute: Kyoto Sanga FC). Der Verein spielte in der höchsten Liga des Landes, der J1 League. 2002 gewann er mit dem Verein den Kaiserpokal. Für den Verein absolvierte er 202 Spiele. 2008 wechselte er zum Zweitligisten Vegalta Sendai. 2009 wurde er mit dem Verein Meister der J2 League und stieg in die J1 League auf. Für den Verein absolvierte er 71 Spiele. 2011 wechselte er zum Zweitligisten Tokushima Vortis. Am Ende der Saison 2013 stieg der Verein in die J1 League auf. Am Ende der Saison 2014 stieg der Verein in die J2 League ab. Für den Verein absolvierte er 120 Spiele. 2016 wechselte er zum Drittligisten Tochigi SC. Danach spielte er bei den Kochi United SC (2017) und Ococias Kyoto AC (2018). Ende 2018 beendete er seine Karriere als Fußballspieler.

## Erfolge
Kyoto Purple Sanga
- Kaiserpokal

Sieger: 2002